# Fermo Dante Marchetti

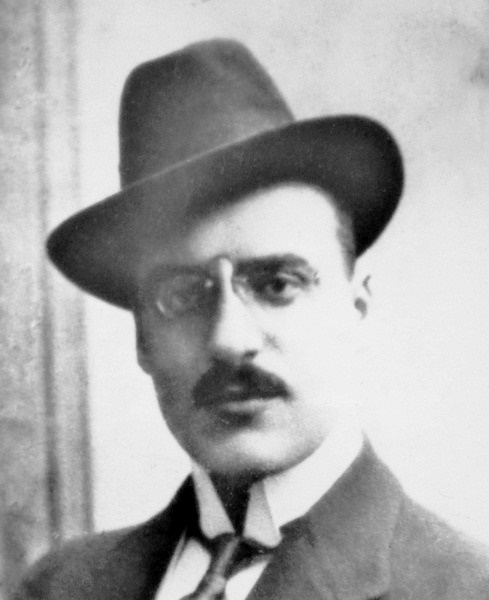
Fermo Dante Marchetti (ca. 1920)

Fermo Dante Marchetti (* 28. August 1876 in Massa Carrara als Dante Pilade Marchetti; † 11. Juni 1940 in Paris) war ein italienischer Komponist.
1904 veröffentlichte er in seinem eigenen Pariser Verlag seinen Walzer „Valse tzigane“ für Klavier Solo. Die Noten erschienen im gleichen Jahr auch im Hamburger Verlag Anton J. Benjamin. 1905 erhielt das Stück einen französischen Text und wurde später unter dem Namen „Fascination“ ein Welthit.